# Joseph de Bragance
Joseph de Bragance, archevêque de Braga (Lisbonne, le 6 mai 1703 - Ponte de Lima, 3 juin 1756) est un fils naturel du roi Pierre II et d'une dame portugaise du nom de Francisca Clara da Silva.

## Biographie
Il étudie à l'université d'Évora et y obtient un doctorat en Théologie. Il devient archevêque de Braga , en 1739, et est consacré en 1741.
Il construit à Braga le Sete Fontes, un système d'approvisionnement en eau. Il est enterré dans la même ville. 
Il est remplacé à son poste par un autre noble, Gaspard de Bragance, archevêque de Braga, bâtard royal, fils de son demi-frère Jean V de Portugal.